# Вакцинација путника у међународном саобраћају
Вакцинација путника у међународном саобраћају једна је од најефикаснијих и најефективнија мера примарне превенције којом се на најбржи и најјефтинији начин контролишу и превенирају многе заразне болести које се могу јавити код путника ако путују у земље које захтевају одређену вакцинацију према епидемиолошким индикацијама, у складу са Међународним здравственим правилником.

## Општа начела
Након што је у свтеу последњих деценија значајно повећан број путника који одлазе у различите дестинације широм света због посла, студирања, школовања, туристички, наметнула се потреба примене одређених превентивних мера заштите од заразних болести, било да се ради о личној заштитити путника или спречавања уношења заразних болести у земље одредишта. 
У том смислу развијене земље света захтевају од путника који ће дуже боравити у њима податке о вакциналном статусу сходно узрасту од систематских вакцина. Уколико особе немају потпуни вакцинални статус против одређених заразних болести морају се вакцинисати, док се за неке болести траже и серолошко тестирање као провера имуног статуса.
Инфекције које су специфичне за одређена подручја
У инфекције које се везују за путовања или које су специфичне за одређена подручја, а нису покривена рутинском програмском имунизацијом током детињства у већини земаља свта су:
- Тифусна грозница
- Колера
- Хепатитис А
- Хепатитис Б
- Жута грозница
- Беснило
- Јапански енцефалитис
- Крпељски менингоенцефалитис

## Врсте путних вакцина
Према препорукама Светске здравствене организације које су донете у складу са Међународним здравственим правилником дефинисане су три врсте вакцина за путнике у међународном саобраћају: обавезне, селективне вакцине за индивидуалну заштиту и рутинске.
Обавезне вакцине
У обавезне спадају: вакцине против жуте грознице (за земље где је болест присутна или за земље које желе да спрече импортовање вируса) и менингококне болести  (коју захтева Саудијска Арабија за ходочаснике у Меку и Медину).
Селективне вакцине за индивидуалну заштиту
Селективне вакцине су: против инфлуенце, хепатитиса А, јапанског енцефалитиса, лајмске болести, менингококног менингитиса, пнеумококне болести, беснила, крпељског енцефалитиса, туберкулозе, трбушног тифуса и жуте грознице. 
Ове вакцине се могу препоручити након процене ризика, али нису обавезне и нису услов за улазак у земљу путовања.
Рутинске вакцине
Рутинске вакцине су: ОПВ, ХБВ, ММР, ОПВ, ИПВ, Хиб. 

## Преглед најчешћих вакцина за путовања и њихове карактеристике
Према Правилнику о имунизацији и начину заштите лековима, на глобалном нивоу, путници у међународном саобраћају треба да се вакцинишу ако путују у земље које захтевају одређену вакцинацију према епидемиолошким индикацијама, у складу са Међународним здравственим правилником против следећих болести приказаних у табели:
| Болест                      | Врста вакцине                        | Болест/симптоми |
| --------------------------- | ------------------------------------ | --- |
| Колера                      | орална, мртва                        | Колера је акутна инфекција коју узрокује бактерија Vibrio cholerae и која захвата цело танко црево. Ова бактерија лучи токсин, који изазвива повећану секрецију воде и електролита (пре свега јона хлора) у танком цреву, што може довести до тешке дехидратације болесника и поремећаја ацидо-базне равнотеже. Колера је карактеристична по томе што изазива проливе, повраћања, грчеве у мишићима, дехидрацију и на крају кардиоваскуларни колапс. |
| Хепатитис А                 | мртва                                | Хепатитис А је акутно запаљење јетре узроковано вирусом хепатитиса А (HAV), које најчешће протиче без компликација и последица. Ово је обољење из групе цревних инфекција које има различит клинички ток, од лаког, благог који траје 1-2 недеље, до тешког онеспособљавајућег, који траје више месеци (што је врло ретко). Тежина болести се повећава са старошћу, али је по правиллу исход опоравак без секвела и ремисија. Смртност је ниска (0,1-0,3%)) али је виша код деце млађе од 5 година и код особа старијих од 50 година (посебно уколико већ имају неко хронично обољење јетре).                                                           |
| Хепатитис Б                 | мртва                                | Вирус хепатитиса Б (HBV) водећи је узрочник акутних запаљења јетре (хепатитиса), али и хроничних обољења јетре, укључујући цирозу. Он је, поред дувана, водећи доказани канцероген одговоран за скоро 80% свих примарних карцинома јетре. |
| Јапански енцефалитис        | мртва                                | Болест која се развија од асимптоматске инфекције до јаког енцефалитиса. |
| Тетанус                     | мртва                                | Тетанус је тешко акутно обољење изазвано егзотоксином бактерије Clostridium tetani. Бактерије се у спољашњој средини налазе у облику отпорних спора које су убиквитарне и могу контаминирати сваку рану. Тетаногеним се сматрају ране контаминиране земљом и изметом животиња и човека, повреде главе, дубоке ране, опекотине, повреде са преломом, повреде праћене некрозом ткива, убодне, уједне, устрелне ране итд. Од тетануса оболевају невакцинисане и непотпуно вакцинисане особе. Током 2006. године око 290.000 људи, углавном у Азији, Африци и Јужној Америци, умрло је од тетануса.                                                         |
| Беснило                     | мртва                                | Подмукао почетак који може довести до смрти због парализе дисајних мишића |
| Трбушни тифус               | орална - жива за убризгавање - мртва | Трбушни тифус је инфекција танког и дебелог црева чији су узрочници различити серотипови бактерије Sallmonela typhi. Болест се преноси уносом воде и хране контаминиране фецесом заражене особе (било да има симптоме акутне инфекције, или се опоравља од болести, или је хронични носилац заразе без пратећих симптома). Процењује се да у свету годишње оболи 22 милиона особа, а преко 200.000 умре од трбушног тифуса. Ризик од инфекције је велики за путнике који одлазе у јужну Азију (6-30 пута већи ризик у односу на друге дестинације). Такође, ризична подручја су источна и југоисточна Азија, Африка, Кариби, централна и јужна Америка. |
| Жута грозница               | жива                                 | Жута грозница је акутно вирусно хеморагично обољење које се преноси убодом зараженог комарца из рода Aedes и Haemogogus. Инфекција вирусом жуте грознице може проузроковати тешку форму болести и смртни исход. Након периода инкубације који траје 3 до 6 дана јавља се повишена температура, бол у мишићима, главобоља, грозница, губитак апетита, мучнина и повраћање. Код 15% заражених може доћи до крварења из уста, носа и желуца, тешких оштећења јетре и бубрега, а у 20-50% ових случајева болест се завршава смртним исходом. |
| Крпељски менингоенцефалитис | мртва                                | Грозница и симптоми грипа праћени патолошким знацима од стране централног нервног система. |